# Smart Aviation Company
Smart Aviation Company es una nueva aerolínea ejecutiva con base en Egipto. La aerolínea comenzó a operar durante el segundo trimestre de 2007 desde su base de operaciones del Aeropuerto Internacional de El Cairo. 
La compañía, que es propiedad parcial de EgyptAir, es la primera aerolínea ejecutiva del país que pretende cubrir la demanda de hombres de negocios, políticos, y ejecutivos. 
La compañía califica su servicio como un 'hotel de siete estrellas en el aire'.

## Historia
Smart Aviation Company comenzó a operar el 3 de mayo de 2007 con una Cessna Citation Sovereign de diez plazas. 
La compañía ha firmado un acuerdo con El-Ahly Banco de Egipto para contar con fondos de 45 millones de dólares para llevar a cabo sus operaciones.

## Propiedad
Smart Aviation Company tiene cinco accionistas:
- Ministerio Egipcio de Aviación Civil (60%)
- Compañía Egipcia de Aeropuertos y Navegación Aérea (10%)
- Compañía EgyptAir (13,33%)
- Compañía Financiera de Aviación Civil (6,67%)
- Compañía Nacional de Servicios de Navegación (6,67%)

## Operaciones
La compañía efectúa vuelos para ejecutivos, vip's y tripulantes desde Egipto con una flota de Cessna Citation nuevos. 
Los vuelos pueden ser domésticos o internacionales.

## Flota
Durante el Avex Airshow de 2008 en Sharm El Sheikh, Cessna entregó el tercer Cessna Citation Sovereign a la compañía. El mismo día Smart Aviation anunció el pedido de un avión adicional (un total de seis aviones pedidos desde 2007).
En mayo de 2020 la flota incluía:

## Flota Histórica
- 2 Dash 8-400 (2011-2015)